# Bobrovka (Tataarse)
De (Tataarse) Bobrovka (Russisch: (Татарская) Бобровка) is een rivier in de Russische oblast Sverdlovsk en een van de zijrivieren van de Irbit aan linkerzijde. De rivier moet niet worden verward met de andere, noordelijker stromende, Bobrovka, die groter is en daarom ook wel Grote Bobrovka wordt genoemd. De bijnaam 'Tataarse' werd gegeven aan de rivier vanwege de Basjkierse invasie van 1662.
De rivier heeft een lengte van ongeveer 35 kilometer en stroomt geheel binnen het stedelijk district van Artjomovski. De river ontspringt in een moerassig gebied ten noorden van het Travjanojemeer. De rivier stroomt eerst door de dorpen Pokrovskoje, Trifonovo en Bolsjoje Trifonovo, om vervolgens door de stad Artjomovski en langs de noordzijde van Boelanasj te stromen en uit te monden in de Irbit. De grootste zijrivieren van de Bobrovka zijn de Grjaznoesjka en de Brodovka.